# Persenbeug (zámek)
Zámek Persenbeug je klasicistní stavba v dolnorakouské obci Persenbeug.

## Historie
První historická zmínka o dřívějším hradu pochází z roku 907. Později se Bavor Sieghart, hrabě ze Semptu a Ebersbergu, zmocnil hory „Bösenbergu“ nad řekou a opevnil ji. V roce 1045 vymřel rod Sempt-Ebersbergů a 12. července přešel hrad na krále Jindřicha III. Protože se podlaha rytířského sálu propadla při přetížení velkou společností, král vyvázl s lehkým zraněním, biskup Bruno von Würzburg (* asi 1005) a opat Altmann z kláštera Ebersberg zahynuli. Také Richling, vdova po Adalbero II., poslední z rodu Ebersbergů zde zahynula.
Během staletí se změnilo více majitelů. Až do roku 1593 byl hrad ve vlastnictví císařského domu. Poté byl hrad prodán šlechtickému rodu Hoyosů. Ti hrad přestavěli na zámek.
Dne 3. prosince 1800 koupil zámek a panství František I. (1768–1835) z rodu Habsbursko-Lotrinského do soukromého vlastnictví. Přibližně ve stejné době přešlo do vlastnictví Františka I. také panství "Gutenbrunn". Po několika dědictví připadlo panství Persenbeug a Gutenbrunn císaři Františku Josefovi I. (1830–1916), který je v roce 1916 daroval své dceři Marii Valerii (1868–1924). Dnes je zámek majetkem jejích potomků, rodiny Habsbursko-Lotrinské a rodu Waldburg-Zeil.
17. srpna 1887 se na zámku Persenbeug narodil poslední český král, rakouský císař Karel I. († 1922).